# Corkin Cherubini
Corkin Cherubini (nascido a 25 de Abril de 1944) é um educador, músico e escritor norte-americano. É mais conhecido pelos seus esforços para lidar com as violações dos direitos civis no pequeno distrito escolar do sul, onde foi superintendente escolar. Os seus esforços foram reconhecidos a nível nacional, evidenciando um problema nos distritos escolares de todo o país.  Recebeu o John F. Kennedy Profile in Courage Award em 1996.

## Biografia

### Juventude
Corkin Cherubini passou a sua juventude em Portland, Oregon e depois em Worcester, Massachusetts. Passou a maior parte dos anos do ensino básico e secundário no sul de Nova Jersey. Formou-se na Vineland High School em 1962.
Cherubini frequentou a Troy University no outono de 1962 e licenciou-se em literatura inglesa, história e estética nas artes em 1967. Completou os seus estudos para um mestrado em educação televisiva na Universidade da Virgínia e o seu doutoramento. em liderança educativa na Auburn University. Em 1986, recebeu uma bolsa do National Endowment for the Humanities para estudar Hamlet de William Shakespeare na Harvard University.

### Carreira
Em 1992, Cherubini foi eleito superintendente escolar do condado de Calhoun, distrito escolar da Geórgia, Geórgia, onde lecionou durante vinte e dois anos. 
Como superintendente escolar, Cherubini pôde investigar o “rastreio racial” de alunos do jardim de infância ao ensino secundário. Concluiu que não foram utilizados critérios fiáveis para a colocação no jardim de infância e que a composição dos dois níveis mais baixos de aprendizagem no jardim de infância permaneceu praticamente inalterada ao longo do ensino primário e secundário. Esta prática garantiu automaticamente que as crianças de nível inferior, principalmente crianças negras, fossem destinadas a níveis não académicos no ensino secundário.
O plano inicial de Cherubini era equilibrar a composição das turmas, começando pelo jardim de infância. A cada ano, um nível adicional apresentaria uma composição de turmas mais equilibrada. No entanto, o clamor público exigiu medidas mais rigorosas, e Cherubini recorreu ao Departamento de Educação e ao Gabinete dos Direitos Civis em busca de ajuda. 
No final de 1994, o Civil Rights Office e a Miami Equity Associates, uma filial do Southeastern Desegregation Center, financiado pelo governo federal, concluíram que nem as notas dos testes, nem as notas, nem as avaliações dos professores eram utilizadas na colocação dos alunos, o que era uma violação da Lei dos Direitos Civis de 1964. Como resultado, o modelo de rastreio de quatro níveis do sistema Cherubini foi abandonado. O financiamento do Departamento de Educação dos EUA permitiu ao sistema formar professores para que pudessem ensinar eficazmente uma turma de crianças com vários níveis de competências · .
A luta de Cherubini reflectiu um debate nacional sobre a monitorização e as dificuldades de mudar esta cultura.  A determinação de Cherubini em garantir que todos os alunos do seu sistema escolar tivessem oportunidades educativas iguais pôs em evidência um problema generalizado, não só no Sul, mas em todos os Estados Unidos. Os esforços de Cherubini geraram mudanças em todo o país.

### Recompensas
Em 1996, Cherubini recebeu o Prémio Perfil em Coragem John F. Kennedy. Foi o sétimo vencedor e o primeiro político local a receber este prémio. Foi elogiado pela sua coragem e liderança no seu trabalho pela educação de qualidade para crianças. 
Quando questionado se seguiria o mesmo curso de ação ou um caminho mais seguro, Cherubini respondeu: “Não há uma única ação que eu mudaria. Como principal defensor das crianças do meu concelho, tomei cuidadosamente todas as decisões para o bem-estar e a melhoria destas crianças, e devo seguir um caminho semelhante, embora as consequências sejam muito mais assustadoras. »
Cherubini reformou-se em 1997. Desde então, escreveu e publicou dois livros, "Gang Stalking: The Threat to Humanity" sobre Perseguição de gangues e "Suzanne: Targeted for Death" sobre um Indivíduo alvo . Escreveu, tocou e produziu também dois CD de música de protesto político, "Indigo After Rain" (2008) e "Back to Boheme" de 2009.

## Publicações
Ensaio
- Global Thuggery: Insights on Control by Terror, Torture, and Targeting of American Citizens, 2020.

Autobiografia
- « Gang Stalking: The Threat to Humanity », 2014, ISBN 9781500422936.

Romance
- « Suzanne: Targeted for Death », 2015, ISBN 978-1517101350.

Spoken word
- « Indigo After Rain » (2008)
- « Back to Boheme » (2009)